# Santa Eulalia del Campo
Santa Eulalia del Campo – gmina w Hiszpanii, w prowincji Teruel, w Aragonii, o powierzchni 80,97 km². W 2011 roku gmina liczyła 1122 mieszkańców.